# Tom Stoiber
Tom Stoiber (* 28. März 2006) ist ein deutscher Basketballspieler.

## Werdegang
Stoiber spielte im Nachwuchsbereich des TV 1848 Schwabach und des Nürnberger Vereins Tornados Franken. Zu seinen Förderern gehörte der ehemalige Bundesligaspieler Thomas Rißmann. Im Oktober 2023 gab Stoiber seinen Einstand für den Nürnberg Falcons BC in der 2. Bundesliga ProA, während er gleichzeitig ein Spielrecht für den Regionalligisten TSV Ansbach besaß.

### Nationalmannschaft
2024 gewann Stoiber mit der deutschen U18-Nationalmannschaft die Bronzemedaille beim Albert-Schweitzer-Turnier und Gold bei der Europameisterschaft. Im Sommer 2025 erreichte er mit der deutschen Auswahl das Endspiel der U19-Weltmeisterschaft, das gegen die Vereinigten Staaten verloren wurde.